# Jeremias Günther
Jeremias Günther (? – 1629 ?), psaný též jako Ginter či Ginther, byl v roce 1604 přijat jako dvorní malíř (portrétista) císaře Rudolfa. Později pracoval pro císaře Matyáše I. Habsburského. Významnou část jeho tvorby představovaly kopie děl Pietra Brueghela, Albrechta Dürera či Jacopa Bassana a jeho synů.

## Umělecká tvorba

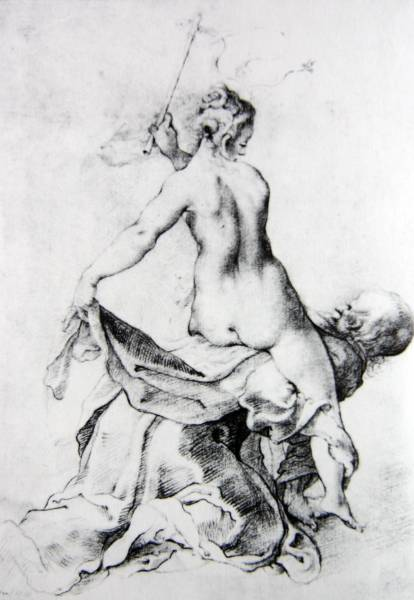
Jediná signovaná kresba Jeremiase Günthera Aristoteles a Phyllis (1600)

Malířova životní data nejsou známa. Dochovala se jen jediná kresba, jež je signována a datována rokem 1600, což dokládá, že malíř pobýval v Praze již před jmenováním do funkce "Camera mahler". Tato Güntherova kresba přesně kopíruje práci Josepha Heintze s názvem Aristoteles a Phyllis. Dva obrazy, a to obraz Rudolfa II. a císařovny Anny Tyrolské, dokládají jeho pozici císařova portrétisty, který vycházel především z prací Hanse von Aachena. Jeho oficiální podobizny často sloužily jako dary pro různé evropské dvory. Güntherovy portréty vynikaly strnulostí postav, čímž vyvolávaly pocit úcty k portrétovanému. Byl schopen malovat i velké obrazy s mytologickými náměty, stejně jako miniaturní obrázky často malované na netypické podklady (slonovina, dřevěná deska pokrytá zářezy). Jím používaný vroubkovaný povrch umožňoval nanášet barvy z obou stran, čímž vznikl zrakový klam, kdy z jedné strany viděl divák jiný obraz než z druhé.
V době Ferdinanda II. Štýrského (1578–1637) již císařský dvůr ztratil zájem o Güntherovy služby. Přesto ještě v roce 1629 opravoval staré malby v klášteře Klosterneuburg, což je poslední zpráva o malířově činnosti.